# Tabiona
Tabiona est une ville américaine située dans le comté de Duchesne, dans l’Utah. Selon le recensement de 2000, sa population s’élève à 149 habitants.

## Source
- (en) Cet article est partiellement ou en totalité issu de l’article de Wikipédia en anglais intitulé « Tabiona, Utah » (voir la liste des auteurs).